# Lis Nilheim
Lis Nilheim (Estocolmo, 4 de junio de 1944-Estocolmo, 25 de febrero de 2025) fue una actriz y política sueca.

## Biografía
Hija de Karl Nilheim.
Fue galardonada como la Mejor Actriz en los 11º Premios Guldbagge por su papel en María. Apareció en más de 45 películas y programas de televisión desde 1964. El 25 de febrero de 2025 a los 80 años, su hija anunció su muerte.

## Filmografía
- 1964, El luchador matrimonial
- 1975, María
- 1979, El futuro padre
- 1979, No eres inteligente, Madicken
- 1980, El Madicken en Junibacken
- 1980, Ser millonario
- 1983, Raskenstam